# Alopecosa nigricans
Alopecosa nigricans este o specie de păianjeni din genul Alopecosa, familia Lycosidae. A fost descrisă pentru prima dată de Simon, 1886. Conform Catalogue of Life specia Alopecosa nigricans nu are subspecii cunoscute.